# Радченко Валерій Валерійович
Валерій Валерійович Радченко (нар. 19 грудня 1988, УРСР) — український футболіст, півзахисник.

## Життєпис
Вихованець столичного футболу. У юнацьких змаганнях чемпіонату міста, Київської області та ДЮФЛУ виступав за київські «Динамо» та «Локомотив». Дорослу футбольну команду розпочав у третій команді «Динамо», у футболці якої дебютував 29 квітня 2006 року в нічийному (0:0) домашньому поєдинку 21-го туру групи А Другої ліги України проти франківського «Факела». Валерій вийшов на поле на 88-й хвилині замість Юрія Шевеля. У другій половині сезону 2005/06 років провів 2 поєдинки у Другій лізі України. Першим голом у професійному футболі відзначився 20 серпня 2006 року на 79-й хвилині нічийного (2:2) домашнього поєдинку 4-го туру групи А Другої ліги України проти плисківської «Єдності». Радченко вийшов на поле в стартовому складі, а на 80-й хвилині його замінив Юрія Шевеля. Загалом у Другій лізі України зіграв 10 матчів та відзначився 3-ма голами.
У середині липня 2009 року підписав контракт з «Полтавою». У футболці полтавського клубу дебютував 12 липня 2009 року в програному (0:1) виїзному поєдинку стикового раунду Другої ліги України проти білоцерківського «Арсеналу». Валерій вийшов на поле на 79-й хвилині замість Володимира Козленка. Першим голом за «Полтаву» відзначився 17 квітня 2010 року на 75-й хвилині переможного (2:1) домашньому поєдинку 20-го туру групи «Б» Другої ліги України проти мелітопольського «Олкома». Радченко вийшов на поле на 75-й хвилині замість Сергія Брижа. Відзначився 5-ма голами в 8-ми матчах Другої ліги України.
На початку жовтня 2010 року перебрався в «Суми». У футболці «городян» дебютував 9 жовтня 2010 року в нічийному (1:1) домашньому поєдинку 12-го туру групи «А» Другої ліги України проти моршинської «Скали». Валерій вийшов на поле на 66-й хвилині замість Володимира Бондарчука. Єдиним голом за «Суми» відзначився 16 жовтня 2010 року на 87-й хвилині переможного (6:0) виїзного поєдинку 13-го туру групи «А» Другої ліги України проти рівненського «Вереса». Радченко вийшов на поле на 73-й хвилині замість Володимира Бондарчука. Загалом провів 3 поєдинки (1 гол) у Другій лізі України. У січні 2011 року відправився на перегляд у «Карабах», але команді не підійшов.
У середині серпня 2011 року став гравцем «Десни». У футболці чернігівського клубу дебютував 17 серпня 2011 року в програному (0:2) домашньому поєдинку 2-го попереднього раунду кубку України проти бурштинського «Енергетика». Валерій вийшов на поле в стартовому складі та відіграв увесь матч. У Другій лізі України дебютував за «Десну» 26 серпня 2011 року в переможному (4:1) виїзному поєдинку 6-го туру групи «А» проти херсонського «Кристалу». Радченко вийшов на поле на 55-й хвилині замість Андрія Кругляка. Єдиним голом за чернігівську команду відзначився 1 жовтня 2011 року на 5-й хвилині переможного (5:1) домашнього поєдинку 11-го туру групи «А» Другої ліги України проти плисківської «Єдності». Валерій вийшов на поле в стартовому складі, а на 68-й хвилині його замінив Нікіта Гавриленка. У команді відіграв півроку, провів 11 матчів (1 гол) у Другій лізі України та 1 поєдинок у кубку України.
Наприкінці березня 2012 року перейшов до «Кримтеплиці». У футболці молодіжненського клубу дебютував 9 травня 2012 року в програному (0:1) виїзному поєдинку 30-го туру Першої ліги України проти «Львова». Радченко вийшов на поле в стартовому складі, а на 46-й хвилині його замінив Василь Палагнюк. У травні 2012 року провів 3 поєдинки у Першій лізі України. У червні 2012 року віправився на перегляд до «Говерли», але ужгородському клубу не підійшов. 
Напередодні старту сезону 2012/13 років повернувся до «Полтави», за яку провів 4 матчі, а також грав за «Полтаву-2-Карлівку». Наприкінці кар'єри грав за аматорські колективив «Буча», «Єдність» (Плиски) та «Смига-Кеннеберг».